# Schneider Hills
Le Schneider Hills sono un gruppo di colline antartiche situate a sud del Ghiacciaio San Martín e che formano la metà meridionale dell'Argentina Range, nei Monti Pensacola in Antartide.
Le colline sono state mappate dall'United States Geological Survey (USGS) sulla base di rilevazioni e foto aeree scattate dalla U.S. Navy nel periodo 1956-67.
La denominazione è stata assegnata dall'Advisory Committee on Antarctic Names (US-ACAN) in onore del geofisico argentino Otto Schneider, responsabile scientifico dell'Instituto Antartico Argentino in quel periodo.

## Punti di interesse geografico
I punti di interesse  geografico comprendono:
- Lisignoli Bluff
- Pujato Bluff
- Ruthven Bluff
- Sosa Bluff